# Circonscription de Tenta
La circonscription de Tenta est une des 135 circonscriptions législatives de l'État fédéré Amhara, elle se situe dans la Zone Sud Wollo. Son représentant actuel est Worku Teshome Feleke.